# Marcia (madre de Trajano)
Marcia  es el nombre que generalmente se da a la madre del emperador Trajano, deducido a partir del cognomen de la hermana de este, Ulpia Marciana, y de unas figlinae propiedad de la familia imperial. Sin embargo, no han sobrevivido obras literarias que la mencionen por su nombre ni inscripciones que la recuerden.

## Familia
A partir de la suposición de que «Marcia» fue su nombre, varios estudiosos han conjeturado que venía de una familia noble y distinguida, políticamente influyente, la Gens Marcia, que afirmaba descender del rey romano Anco Marcio, y que fue la primogénita de Quinto Marcio Barea Sura. Hay la posibilidad de que el cognomen Furnila viniera de sus ancestros maternos. Su padre era amigo del futuro emperador romano Vespasiano. La hermana de Marcia era Marcia Furnila, quien fue la segunda esposa del futuro emperador romano Tito, primogénito de Vespasiano. Era la tía materna de la hija de Tito y su hermana Julia Flavia o Flavia Julia Titi.

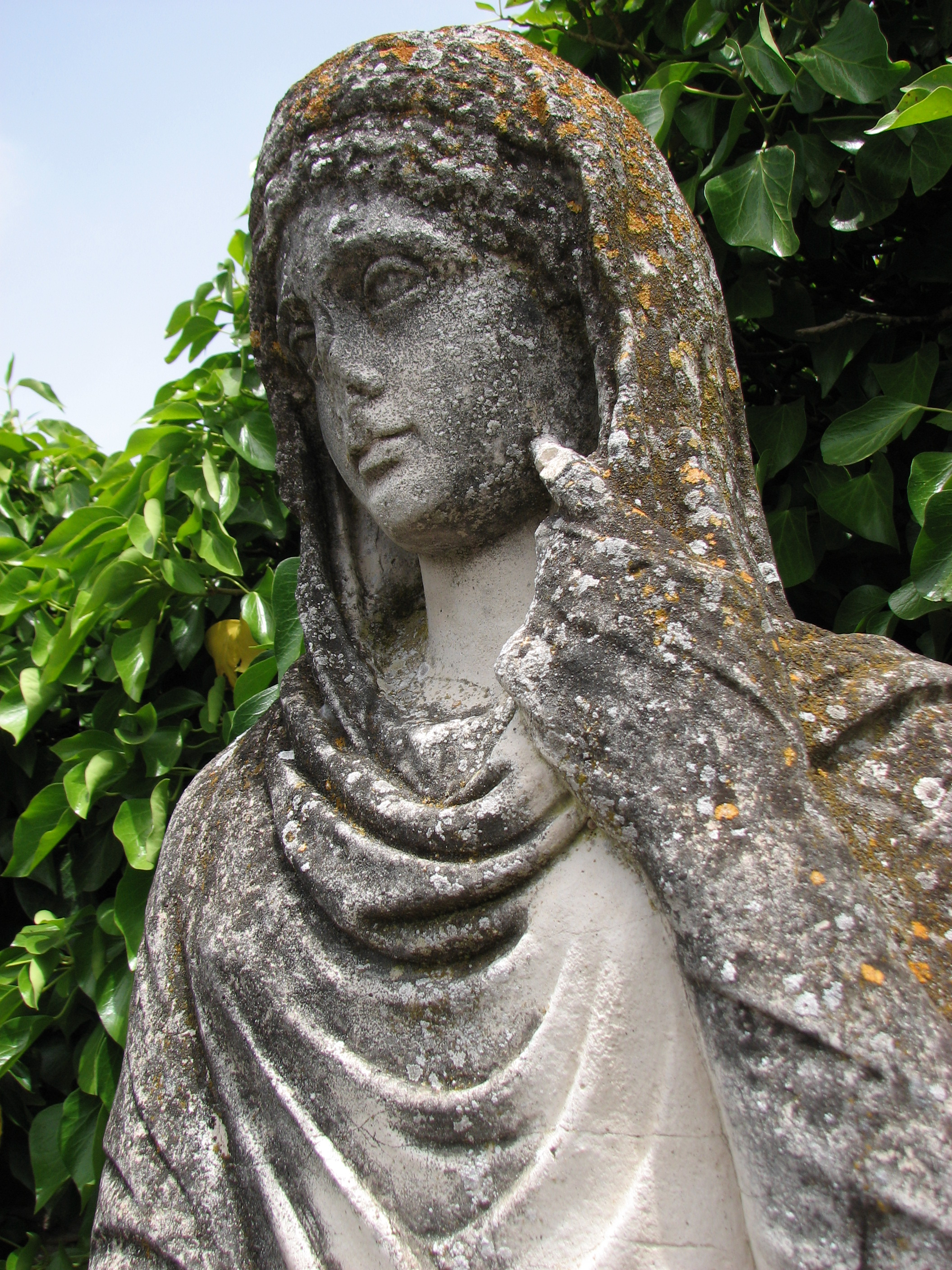
Estatua de una mujer romana

El tío paterno de Marcia fue el senador romano Quinto Marcio Barea Sorano, mientras que su prima paterna fue la noble Marcia Servilia Sorana. Su familia estaba relacionada con los oponentes al emperador romano Nerón. En 65 después del fracaso de la conspiración de Pisón, su familia se vio desfavorecida por Nerón. 
El abuelo paterno de Marcia fue Quinto Marcio Barea, que era cónsul sufecto en 26 y fue dos veces procónsul de la provincia de África. Barea fue una persona influyente en la provincia de África y había dedicado un templo en Leptis Magna al Dei Augusti, los dioses augustos. A través de la provincia, Barea ha dejado varias inscripciones.

## Biografía
Presumiblemente, Marcia nació y se crio en Roma. Durante el principio del reinado del emperador romano Claudio (41-54), Marcia se casó con un general romano hispano y senador llamado Marco Ulpio Trajano. Trajano originalmente venía de Itálica (cerca de la actual Sevilla, España) en la provincia romana de Hispania Baetica.
Marcia le dio a Trajano dos niños:
- Una hija - Ulpia Marciana (48-112/114), que heredó su segundo nombre de los antepasados paternos de su madre. Marciana se casó con Cayo Salonio Matidio Patruino, quien era un rico senador y se convirtió en pretor. Marciana le dio a Patruino sólo una hija Matidia la Mayor, quien nació el 4 de julio de 68. Matidia fue la única nieta de Marcia y Trajano.

- Un hijo - Marco Ulpio Trajano, o conocido como Trajano (53-117). Trajano desempeñó el cargo de emperador romano desde 98 hasta su muerte en 117. Se casó con una mujer llamada Pompeya Plotina.

Marcia tenía fincas con arcilla llamadas las Figlinae Marcianae, que se ubicaban en el norte de Italia. Cuando Marcia murió, Trajano heredó estas fincas de su madre. No se sabe si Marcia vivió lo suficiente para ver a Trajano convertirse en emperador.

## Legado
Alrededor del año 100, su hijo Trajano fundó una colonia en el Norte de África que fue llamada Colonia Marciana Ulpia Traiana Thamugadi (moderna Timgad, Argelia). Su hijo llamó así a esta ciudad en honor de su madre, su último marido y su hija. 